# ISO 3166-2:TH
Kódy ISO 3166-2 pro Thajsko identifikují 76 provincií, město Bangkok a jedno speciálně spravované město Pattaya (stav v roce 2015). První část (TH) je mezinárodní kód pro Thajsko, druhá část sestává ze dvou čísel nebo písmene S identifikujících provincii.

## Seznam kódů
```
TH-10 
Bangkok

TH-S 
Pattaya

TH-11 Samut Prakan
TH-12 Nonthaburi
TH-13 Pathum Thani
TH-14 Phra Nakhon Si Ayutthaya
TH-15 Ang Thong
TH-16 Lop Buri
TH-17 Sing Buri
TH-18 Chai Nat
TH-19 Saraburi
TH-20 Chon Buri
TH-21 Rayong
TH-22 Chanthaburi
TH-23 Trat
TH-24 Chachoengsao
TH-25 Prachin Buri
TH-26 Nakhon Nayok
TH-27 Sa Kaeo
TH-30 Nakhon Ratchasima
TH-31 Buri Ram
TH-32 Surin
TH-33 Si Sa Ket
TH-34 Ubon Ratchathani
TH-35 Yasothon
TH-36 Chaiyaphum
TH-37 Amnat Charoen
TH-38 Bueng Kan
TH-39 Nong Bua Lam Phu
TH-40 Khon Kaen
TH-41 Udon Thani
TH-42 Loei
TH-43 Nong Khai
TH-44 Maha Sarakham
TH-45 Roi Et
TH-46 Kalasin
TH-47 Sakon Nakhon
TH-48 Nakhon Phanom
TH-49 Mukdahan
TH-50 Chiang Mai
TH-51 Lamphun
TH-52 Lampang
TH-53 Uttaradit
TH-54 Phrae
TH-55 Nan
TH-56 Phayao
TH-57 Chiang Rai
TH-58 Mae Hong Son
TH-60 Nakhon Sawan
TH-61 Uthai Thani
TH-62 Kamphaeng Phet
TH-63 Tak
TH-64 Sukhothai
TH-65 Phitsanulok
TH-66 Phichit
TH-67 Phetchabun
TH-70 Ratchaburi
TH-71 Kanchanaburi
TH-72 Suphanburi
TH-73 Nakhon Pathom
TH-74 Samut Sakhon
TH-75 Samut Songkhram
TH-76 Phetchaburi
TH-77 Prachuap Khiri Khan
TH-80 Nakhon Si Thammarat
TH-81 Krabi
TH-82 Phang Nga
TH-83 Phuket
TH-84 Surat Thani
TH-85 Ranong
TH-86 Chumpon
TH-90 Songkhla
TH-91 Satun
TH-92 Trang
TH-93 Phattalung
TH-94 Pattani
TH-95 Yala
TH-96 Narathiwat
```